# Englands herrlandslag i bandy
Englands herrlandslag i bandy representerade England i bandy på herrsidan. 
England deltog i och vann Europamästerskapet i bandy 1913, men sedan dess har det engelska intresset för sporten varit nästan obefintligt fram till 2010 då Bandy Federation of England (BFE) blev medlem av Internationella Bandyförbundet. I september 2017 bytte BFE namn till Great Britain Bandy Federation. 
Storbritannien kommer att debutera i bandy-VM i Vänersborg 2019.

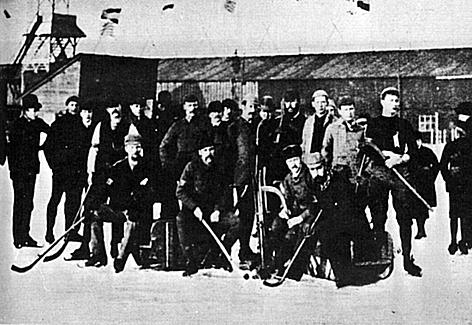
England - 1913